# Roman (ort i Bulgarien)
Roman (bulgariska: Роман) är en ort i Bulgarien.   Den ligger i kommunen Obsjtina Roman och regionen Vratsa, i den västra delen av landet, 70 km nordost om huvudstaden Sofia. Roman ligger 221 meter över havet och antalet invånare är 3 571.
Terrängen runt Roman är huvudsakligen kuperad, men den allra närmaste omgivningen är platt. Närmaste större samhälle är Mezdra, 17,5 km väster om Roman.
Omgivningarna runt Roman är en mosaik av jordbruksmark och naturlig växtlighet. Runt Roman är det ganska glesbefolkat, med 23 invånare per kvadratkilometer.